# Тетрасульфид трииндия
Тетрасульфид трииндия — бинарное неорганическое соединение 
металла индия и серы
с формулой In3S4,
кристаллы.

## Получение
- Нагревание стехиометрических количеств чистых веществ в инертной атмосфере:

{\displaystyle {\mathsf {3In+4S\ {\xrightarrow {830-840^{o}C}}\ In_{3}S_{4}}}}

## Физические свойства
Тетрасульфид трииндия образует кристаллы 
гексагональной сингонии, параметры ячейки a = 0,986 нм, c = 2,03 нм
.
Ранее сообщалось структуре
кубической сингонии, пространственная группа F d3m, параметры ячейки a = 1,0724 нм, Z = 8
.
Соединение плавится при температуре 830÷840°С.